# Epicauta labialis
Epicauta labialis är en skalbaggsart som först beskrevs av Dugès 1881.  Epicauta labialis ingår i släktet Epicauta och familjen oljebaggar. Inga underarter finns listade i Catalogue of Life.